# Somme-Vesle

Somme-Vesle este o comună în departamentul Marne, Franța. În 2009 avea o populație de 396 de locuitori.